# Паризький університет
Паризький університет (фр. Université de Paris) — університет в Парижі, один з найстаріших у світі; заснований в середині XII століття. Його центром є будівля Сорбонни в Латинському кварталі на Лівому березі Сени.

## Історична довідка
Як напів духовницьке товариство магістрів (викладачів), підпорядковане духовній владі, Паризький університет представляв повний контраст зі світськими, республіканськими університетами північноіталійських міст; як основна установа (Studium Generale) він був, головним чином, вищою школою богослов'я і вільних мистецтв, включав у свої програми юриспруденцію тільки у вигляді канонічного права, а в медицині поступався першістю іншим Studia Generalia.
Ставши найбільшою школою всієї Західної Європи, маючи серед своїх учнів і вчителів представників усіх націй і найвидатніших учених середньовіччя — Тому Аквінського, Альберта Великого, Раймунда Луллія, Роджера Бекона, Дунса Скота, Вільяма Оккама — університет став вищим авторитетом у питаннях віри і розуму та під час падіння папства, в епоху великого розколу, в особі д'Альї, Гершона і Клеманжі був керівником католицької церкви і зробив спробу реформувати її.

## Реорганізація 1970 року
Після травневих подій 1968 року був перетворений в 1970 році в 13 паризьких незалежних університетів, що розрізняються за напрямками навчання. Вони відносяться до 3 академій Парижу та Іль-де-Франс. 4 з цих університетів розташовані в історичних будівлях Сорбонни, решта — в інших кварталах Парижу і його передмістях.
| I    | Університет Париж I — Пантеон-Сорбонна                                     | сайт | Академія Парижа  |
| II   | Університет Париж II — Пантеон-Асса                                        | сайт | Академія Парижа  |
| III  | Університет Париж III — Нова Сорбонна                                      | сайт | Академія Парижа  |
| IV   | Університет Париж IV — Париж-Сорбонна                                      | сайт | Академія Парижа  |
| V    | Університет Париж-Декарт (Університет Париж V)                             | сайт | Академія Парижа  |
| VI   | Університет імені П'єра і Марії Кюрі (Університет Париж VI)                | сайт | Академія Парижа  |
| VII  | Університет Париж VII — Дені Дідро                                         | сайт | Академія Парижа  |
| VIII | Університет Париж VIII — Венсен-Сен-Дені                                   | сайт | Академія Кретьєн |
| IX   | Університет Париж IX (Університет Париж-Дофін)                             | сайт | Академія Парижа  |
| X    | Університет Париж X Нантер (Університет Західний Париж — Нантер-ля-Дефанс) | сайт | Академія Версаля |
| XI   | Університет Париж XI — Південний Париж                                     | сайт | Академія Версаля |
| XII  | Університет Париж XII Валь-де-Марн — Париж-Валь-де-Марн                    | сайт | Академія Кретьєн |
| XIII | Університет Париж XIII — Північний Париж                                   | сайт | Академія Кретьєн |

У 2017 році університети Париж IV і Париж VI об'єднані в університет Сорбонна.

## Особи

### Студенти
Видатні студенти цього університету
- Марія Кюрі, П'єр Кюрі

Навчалися або захищали свої дисертації
- Михайло Петрович, Йован Ристич, Севасті Калліспері